# Campusnetz
Als Campusnetz bzw. Campusnetzwerk bezeichnet man in Deutschland ein lokales, nichtöffentliches Mobilfunknetz, für das eine Frequenzzuteilung der Bundesnetzagentur gemäß der Verwaltungsvorschrift für Frequenzzuteilungen für lokale Frequenznutzungen im Frequenzbereich 3.700–3.800 MHz (VV Lokales Breitband) besteht.
Ein Campusnetz wird in der Regel für spezifische geografische oder institutionelle Bereiche eingerichtet. Anstatt des öffentlichen Funknetzes wird ein nicht für jedermann zugängliches Netz genutzt. Ein Campusnetzwerk dient meist der internen Kommunikation und Vernetzung vor Ort und wird in Bereichen wie der Industrie, Bildungseinrichtungen oder Großveranstaltungen eingesetzt.
Ein Campusnetzwerk ermöglicht eine optimierte Kommunikation und Datenverarbeitung durch den Einsatz von Technologien wie 5G und LTE. Campusnetzwerke nutzen den Frequenzbereich 3.700–3.800 MHz, um hohe Datenraten und schnelle Übertragungen zu ermöglichen. Dieser Frequenzbereich bieten eine gute Balance zwischen Reichweite und Kapazität, was ihn ideal für den Einsatz in Campusnetzwerken macht.
Ein Campusnetzwerk kann sowohl als eigenständiges System betrieben als auch in bestehende Netzwerkinfrastrukturen integriert werden. Durch die hohe Anpassungsfähigkeit und Skalierbarkeit kann ein Campusnetzwerk schnell an sich verändernde Bedürfnisse und Umgebungen angepasst werden.
Im industriellen Bereich spielt die Vernetzung durch 5G und LTE eine zentrale Rolle, insbesondere bei der Einrichtung privater Mobilfunknetze auf Industriegeländen. Hier ermöglicht ein Campusnetz die drahtlose Verbindung von Produktionshallen, Entwicklungsabteilungen und Lagerflächen, um eine optimierte Performance mit niedriger Latenz und hoher Stabilität zu gewährleisten. Anwendungen wie automatisiertes digitales Tracking, drahtlose Updates für Fahrzeugsysteme sowie der Einsatz von Augmented Reality für die Qualitätssicherung gehören zu den zentralen Vorteilen.
Die Einrichtung von 5G-Campusnetzwerken wird in Deutschland zur Einführung neuer, digitaler Geschäftsprozesse auch politisch unterstützt. Eine wichtige Rolle spielt dabei die Bundesnetzagentur.

## Technologische Grundlagen
Private Netzwerke werden von Unternehmen, Institutionen oder Campusbetreibern unabhängig von öffentlichen Mobilfunknetzbetreibern betrieben. Sie nutzen den lizenzierten Frequenzbereich von  3,7–3,8 GHz. Somit besteht keine Abhängigkeit von öffentlichen Netzbetreibern. Dies bietet Unternehmen die Flexibilität, entweder auf die vollständige Unabhängigkeit von öffentlichen Netzen zu setzen oder auf die bestehende Mobilfunk-Infrastruktur zurückzugreifen, um eine umfassendere Netzabdeckung zu erreichen. 5G-Campusnetzwerke werden auch von Mobilfunknetzbetreibern bereitgestellt und betrieben.
Bei der Installation von 5G-Campusnetzen kann die Netzwerkinfrastruktur sowohl in Innenräumen als auch im Außenbereich angepasst werden. Für Indoor-Lösungen werden häufig WLAN-ähnliche Antennen verwendet, um eine gleichmäßige und zuverlässige Abdeckung innerhalb von Gebäuden zu gewährleisten. Diese Antennen sind darauf ausgelegt, Funklöcher zu vermeiden und eine konsistente Verbindung auch in komplexen Gebäudestrukturen zu bieten. Outdoor-Anwendungen nutzen spezialisierte Antennen, die auf die Bedürfnisse größerer Entfernungen und variabler Umgebungen abgestimmt sind, um eine stabile Netzabdeckung im Freien zu gewährleisten.

## 5G und die drei Nutzungsszenarien
Die Einführung von 5G-Technologie bringt signifikante Verbesserungen in verschiedenen Bereichen:
1. Erweiterte mobile Breitbanddienste (eMBB): Mit 5G werden deutlich höhere Datenübertragungsraten und geringere Latenzzeiten möglich. Dies unterstützt Anwendungen wie Virtual Reality (VR), Augmented Reality (AR) und ultra-hochauflösende Videos, die in Echtzeit und ohne Verzögerung gestreamt werden können.[10]
2. Massive Machine Type Communication (mMTC): Hier geht es um die Vernetzung einer großen Zahl sporadisch und nur mit niedrigen Datenmengen kommunizierender Geräte aus dem IoT- und M2M-Umfeld. Zu diesen Geräten zählen zum Beispiel Sensoren oder intelligente Zähler in Energienetzen. Dies wird mit geringerem Energieverbrauch und hoher Effizienz ermöglicht, was besonders in Bereichen wie Smart Cities und der industriellen Automatisierung von Vorteil ist.[10] Im Bereich der vernetzten Logistik und autonomen Fahrzeuge ermöglichen private 5G- und LTE-Netze eine optimierte Kommunikation und Echtzeit-Datenanalyse zur Verbesserung der Produktivität. Diese Netze unterstützen auch die Echtzeit-Routenvisualisierung und die Verlagerung datenintensiver Prozesse in die Cloud, was die Effizienz von Fahrerlosen Transportsystemen (FTS) steigert.
3. 5G URLLC (Ultra-Reliable Low Latency Communication): Durch die hohe Zuverlässigkeit und sehr geringen Latenz von 5G wird die Echtzeitkommunikation in sicherheitskritischen Anwendungen wie autonomen Fahrzeugen, medizinischen Systemen und der Maschinensteuerung verbessert.[11]

## Vorteile von 5G-Campusnetzen
5G-Campusnetze bieten eine Vielzahl von Vorteilen.

### Private Mobilfunknetze
Unternehmen können vollständig autonome 5G-Campusnetze betreiben, die unabhängig von öffentlichen Netzwerken arbeiten. Diese Netzwerke bieten maßgeschneiderte Lösungen, die den spezifischen Anforderungen und Sicherheitsbedürfnissen eines Unternehmens entsprechen, wie es in industriellen Anwendungen der Fall ist. Alternativ können virtuelle Netzwerke innerhalb eines öffentlichen 5G-Netzes genutzt werden, die private Spezifikationen und Sicherheitsstandards wahren, während sie die Infrastruktur eines öffentlichen Anbieters verwenden.

### Leistung und Sicherheit
5G-Campusnetze zeichnen sich durch signifikant höhere Datenraten und geringe Latenzzeiten aus, was für datenintensive Anwendungen wie Echtzeitsteuerung von Maschinen und autonomen Fahrzeugen entscheidend ist. Fortschrittliche Sicherheitsfunktionen, wie verbesserte Verschlüsselungsprotokolle, gewährleisten dabei die Absicherung sensibler Daten.

### Flexibilität und Skalierbarkeit
5G-Campusnetze sind hoch flexibel und können leicht an veränderte Anforderungen angepasst werden. Dies ist besonders in dynamischen Umgebungen, wie Produktionsstätten oder bei Großveranstaltungen, von Vorteil. Zudem können Unternehmen ihre Netzwerke skalieren, um wachsende Anforderungen zu bewältigen, was eine zukunftssichere Infrastruktur ermöglicht.

### Anwendungsbereiche
Die Industrie profitiert von 5G-Campusnetzen durch die Vernetzung von Produktionsmaschinen, was zu höherer Effizienz führt. Forschungseinrichtungen nutzen 5G für datenintensive Experimente, während Universitäten und das Gesundheitswesen von der hohen Bandbreite und niedrigen Latenz für fortschrittliche Lern- und Telemedizinanwendungen profitieren.

## Anwendungen

### Industrie
Im industriellen Bereich können Campusnetze die Vernetzung von Produktionsstätten, Lagerhäusern und Entwicklungsabteilungen ermöglichen. Durch die Nutzung von 5G-Technologie profitieren Unternehmen von höheren Datenübertragungsraten und geringeren Latenzzeiten, die zur Verbesserung der Produktionsprozesse beitragen. Zu den Anwendungsmöglichkeiten zählen:
- Automatisiertes digitales Tracking: Dies ermöglicht eine präzise Verfolgung von Gütern in Echtzeit, was insbesondere in der Lagerverwaltung zur Optimierung führt.[13]
- Drahtlose Updates für Fahrzeugsysteme: Mit 5G können Systeme von Fahrzeugen regelmäßig aktualisiert werden, ohne dass physische Eingriffe erforderlich sind, was insbesondere für den Automobilsektor von Interesse ist.[14]
- Augmented Reality (AR): AR kann zur Unterstützung der Qualitätssicherung und Mitarbeiterschulung eingesetzt werden, indem es Echtzeit-Daten und visuelle Anleitungen bereitstellt .[15]

Beispiele für Unternehmen, die von solchen Netzwerklösungen profitieren, umfassen große Fertigungsunternehmen und Automobilhersteller, die maßgeschneiderte Netzwerklösungen benötigen, um ihre Produktionsprozesse zu optimieren und Echtzeitanalysen durchzuführen. In den letzten Jahren gab es verschiedene Forschungsprojekte, in denen der Einsatz von 5G-Campusnetzen in der industriellen Kommunikation untersucht wurde, insbesondere im Zusammenhang mit der Umsetzung von Industrie 4.0. Diese Netze bieten maßgeschneiderte Lösungen für industrielle Anforderungen wie hohe Zuverlässigkeit, geringe Latenz und Flexibilität. In Pilotprojekten wurden innovative Kommunikationsinfrastrukturen erprobt, auch unter dem Aspekt, sie auf neue Geschäftsfelder wie Logistik, Medizin-Campus oder den Bergbau zu übertragen.

### Gastgewerbe und Campingplätze
Campusnetzwerke bieten im Gastgewerbe und auf Campingplätzen durch die Einführung privater 5G-Netze, die unabhängig von öffentlichen Mobilfunkanbietern operieren, neue Möglichkeiten. Diese Netze garantieren eine zuverlässige Abdeckung und stabile Internetverbindungen, auch in entlegenen Gebieten, was für Gäste einen hohen Mehrwert darstellt. Dank schneller Einrichtungszeiten und der einfachen Einbindung von Endgeräten können Netzwerke flexibel auf die spezifischen Anforderungen der Betreiber angepasst werden. Die Integration solcher Netzwerke erfolgt nahtlos und bietet Gästen ein erstklassiges Interneterlebnis.

### Großveranstaltungen
Für Großveranstaltungen bieten hybride Netzwerke, die private 4G-, 5G- und WiFi-6-Technologien kombinieren, eine maximale Bandbreite und Verfügbarkeit. Diese Netzwerke können Funktionen wie Cashless Payment, Ticketing und Guest-WiFi bereitstellen. Lokale Server und redundante Systeme sorgen für zusätzliche Effizienz und Sicherheit bei der Organisation und Durchführung solcher Events.

### Universitäten und Forschungseinrichtungen
An Universitäten und Forschungseinrichtungen sorgen Campusnetzwerke für eine umfassende Vernetzung, die den Zugang zu WLAN und internen Systemen für Studierende, Lehrende und Verwaltungsmitarbeiter sowie Forschende sicherstellt. Online-Plattformen werden unterstützt, um Lernmanagementsysteme und andere notwendige Dienste für den akademischen Betrieb reibungslos anzubinden.